# 天主教阿勒皮教区
天主教阿勒皮教區（拉丁語：Dioecesis Alleppeyensis）是羅馬天主教的一個教區，位於印度喀拉拉邦南部，受特里凡得琅總教區管轄。

## 歷史
教區成立於1952年6月19日，2012年有教友163,100名，佔轄區總人口百分之21.3，由114名司鐸管理三十九個堂區。
現任教區主教為雅各伯·辣法耳·厄納珀勒姆比爾，榮休主教為斯德望·阿蒂波齊伊爾。